# DaBaby
Jonathan Lyndale Kirk (født 22. december , 1991), bedre kendt som DaBaby (tidligere kendt som Baby Jesus ), er en amerikansk rapper og sangskriver fra Charlotte, North Carolina .    Han er bedst kendt for sin single " Suge ", den førende single fra hans debut studiealbum, Baby on Baby (2019). "Suge" blev en kommerciel succes og toppede sig på nummer syv på Billboard Hot 100.
Sammen med singlens succes toppede Baby on Baby sig nummer 7 på Billboard 200. Han udgav sit andet studiealbum, Kirk måneder senere.   Det debuterede som nummer et på den amerikanske Billboard 200 og blev hans første album som lå i top på hitlisten. 

## Tidligt liv
Jonathan Lyndale Kirk blev født den 22. december 1991 i Cleveland, Ohio . Dog flyttede han til Charlotte, North Carolina i 1999, hvor han tilbragte det meste af sine tidlige år. Han studerede og dimitterede fra Vance High School i 2010. 

## Karriere
I 2015 startede DaBaby, kendt som Baby Jesus på det tidspunkt, sin musikkarriere ved at udgive Nonfiction, hans debut- mixtape. Han fulgte senere op med sin God's Work mixtapeserie, Baby Talk mixtapeserie, Billion Dollar Baby og Back on My Baby Jesus Sh * t. 
Den 1. marts 2019 blev Kirks debutstudiealbum Baby on Baby udgivet via Interscope Records. Han er også kontraktansat i South Coast Music Group og har en fælles kontrakt med begge pladeselskaber.  Projektet på 13 sange indeholder gæsteoptrædener fra Offset, Rich Homie Quan, Rich the Kid og Stunna 4 Vegas. Baby on Baby debuterede som nummer 25 på Billboard 200 album-hitliste i USA. Kirks sang " Suge " debuterede på Billboard Hot 100 som nummer 87 på hitlisten dateret 13. april 2019 og nåede senere top 10 på hitlisten dateret 8. juni 2019.  DaBaby blev vist på forsiden af XXL Freshman Class fra 2019. 
I august 2019 meddelte han, at hans andet album ville have titlen Kirk, en hyldest til hans efternavn.  Det blev udgivet den 27. september og debuterede på toppen af US Billboard 200. Dets eneste single, " Intro ", var også vellykket og toppede som nummer 13 på den amerikanske Billboard Hot 100- hitliste. Omkring den tid gjorde DaBaby også bemærkelsesværdige optrædener på singler som Post Malone 's 'Enemies',  der toppede som nummer 16 på Billboard Hot 100, og på remixet til Lizzos "Truth Hurts",  og Lil Nas X 's "Panini",  udgivet henholdsvis 23. august og 13. september 2019. Den 24. oktober kom han med en cameo i musikvideoen til Rich Dunks gennembrudssingle "High School". 

## Personlige liv
Kirk var involveret i en hændelse i Huntersville, North Carolina, hvor en 19-årig mand blev skudt i maven og døde kort efter.  Kirk bekræftede sit engagement i skyderiet og sagde "han handlede i selvforsvar".  Anklagen blev dog henlagt i marts 2019,  og Kirk erklærede sig skyldig i at have båret et skjult våben, og dermed i at have begået en forseelse.

## Diskografi
- Baby on Baby (2019) [22]
- Kirk (2019) [9]

## Tours

### hovednavn
- Baby on Baby Tour (2019) [23]
- Kirk Tour (2019) [24]